# David de Léon Cohen
Pour les articles homonymes, voir Cohen.
David de Léon Cohen, né à Gênes le 25 juin 1820 et mort à Marseille le 8 août 1891, est un négociant marseillais.

## Biographie
Descendant d'une famille juive du Comtat, fils de  Jassuda Cohen, négociant, et d'Esther Cohen, David de Léon Cohen s'installe à Marseille vers 1835. Il se marie le 13 août 1844 avec Rachel Jalfon dont il aura une fille, mais s'en sépare en 1855. Il a alors une longue liaison avec Thérèse Denimal, née en 1837 à Saint-Josse-ten-Noode, une petite commune adjacente à Bruxelles, et qui décédera à Neuilly-sur-Seine en 1919. Ils se marient en 1885, après que le divorce de David Cohen ait été prononcé le 11 mars 1885. Il est à noter que le divorce était interdit en France jusqu'à la loi Naquet de 1884, David de Léon Cohen n'aurait pas pu divorcer de sa première épouse avant cette loi et épouser plus rapidement sa seconde épouse. Au surplus, ajoutons que la loi française du 15 décembre 1904, loi bien postérieure au mariage des David Cohen et de Thérèse Denimal, supprima l'interdiction de mariage entre les personnes ayant pratiqué l'adultère. La révélation de la naissance d'un enfant adultérin, même bien après le mariage de David de Léon Cohen et de Thérèse Denimal, aurait pu avoir pour effet d'invalider juridiquement leur union.
Avec Thérèse, David de Léon Cohen veille de près sur l'enfance, la scolarité et les débuts dans sa carrière militaire de Maxime Weygand, né à Bruxelles de parents inconnus, futur général d'armée et membre de l'Académie française. David Cohen s'occupe de Maxime Weygand mais n'en sera le tuteur officiel que le 28 mars 1885. Certains auteurs pensent que Thérèse Denimal serait certainement la mère du futur général et que David de Léon Cohen en serait le père. Maxime est confié tout d'abord peu après sa naissance, quelque temps à Hortense Denimal, l'une des sœurs de Thérèse Denimal, qui vivait à Bruxelles, puis à une nourrice, Mme Saget, qui l'élève jusqu'à l'âge de six ans à Marseille, 45 rue Cherchell, dans une maison qui appartient à David de Léon Cohen et qui jouxte l'immeuble où il a son domicile et ses bureaux. Ensuite, Maxime Weygand, après ses études effectuées au Collège des Frères de Marie, à Cannes en 1874 - 1875 et aux lycées Michelet de Vanves, Louis-le-Grand à partir de 1879, et Henri-IV, l'achèvement de sa rhétorique au Lycée de Toulon et son année de philosophie au Lycée de Marseille, entrera à l'école militaire de Saint-Cyr sous le pseudonyme de Maxime de Nimal qui n'est autre qu'une légère modification de « Denimal ».
À partir de 1847, David de Léon Cohen importe d'Italie, du Maroc et de Tunisie des peaux, de la laine et des céréales ; il exporte au Maroc des armes en provenance de Belgique. Dans les années 1850, sa maison de commerce est la plus importante firme marseillaise commerçant avec le Maroc. Il s'oriente également vers des activités bancaires. Il se retire des affaires en 1889 et cède son entreprise.
David de Léon Cohen est également un notable israélite, membre du consistoire de Marseille ; il apporte une importante souscription pour la construction de la nouvelle synagogue de Marseille.